# Hong Kong ai Giochi della XXVIII Olimpiade
Hong Kong partecipò ai Giochi della XXVIII Olimpiade, svoltisi ad Atene, Grecia, dal 13 al 29 agosto 2004, con una delegazione di 32 atleti impegnati in dieci discipline.

## Medaglie
Medaglie d'argento
| Medaglia | Nome                 | Sport        | Evento          |
| -------- | -------------------- | ------------ | --------------- |
| Argento  | Ko Lai Chak Li Ching | Tennistavolo | Doppio maschile |

## Delegazione
| Sport            | Uomini | Donne | Totale |
| ---------------- | ------ | ----- | ------ |
| Atletica leggera | 1      | -     | 1      |
| Badminton        | 1      | 4     | 5      |
| Canottaggio      | 3      | -     | 3      |
| Ciclismo         | 1      | -     | 1      |
| Scherma          | 1      | 2     | 3      |
| Nuoto            | 1      | 6     | 7      |
| Tennistavolo     | 4      | 4     | 8      |
| Tiro             | -      | 1     | 1      |
| Triathlon        | 1      | -     | 1      |
| Vela             | 1      | 1     | 2      |
| Totale           | 14     | 18    | 32     |

## Risultati

### Atletica leggera
| Q | Qualificato al turno successivo per la posizione in qualificazione                                                           |
| q | Qualificato per il turno successivo per ripescaggio o, negli eventi su campo, conquistando la misura minima per qualificarsi |

Maschile
Eventi su pista e strada
| Atleta          | Evento      | Batteria  | Batteria   | Quarti di finale | Quarti di finale | Semifinale      | Semifinale      | Finale          | Finale          |
| Atleta          | Evento      | Risultato | Classifica | Risultato        | Classifica       | Risultato       | Classifica      | Risultato       | Classifica      |
| --------------- | ----------- | --------- | ---------- | ---------------- | ---------------- | --------------- | --------------- | --------------- | --------------- |
| Chiang Wai Hung | 100 m piani | 10"70     | 6º         | non qualificato  | non qualificato  | non qualificato | non qualificato | non qualificato | non qualificato |

### Badminton
Maschile
| Atleta | Evento           | Sedicesimi di finale        | Ottavi di finale     | Quarti di finale     | Semifinale           | Finale / FB          | Finale / FB     |
| Atleta | Evento           | Avversario Risultato        | Avversario Risultato | Avversario Risultato | Avversario Risultato | Avversario Risultato | Pos.            |
| ------ | ---------------- | --------------------------- | -------------------- | -------------------- | -------------------- | -------------------- | --------------- |
| Ng Wei | Singolo maschile | Lee C W (MAS) P 3–15, 13–15 | non qualificato      | non qualificato      | non qualificato      | non qualificato      | non qualificato |

Femminile
| Atleta                    | Evento            | Sedicesimi di finale         | Ottavi di finale                  | Quarti di finale                 | Semifinale           | Finale / FB          | Finale / FB     |
| Atleta                    | Evento            | Avversaria Risultato         | Avversaria Risultato              | Avversaria Risultato             | Avversaria Risultato | Avversaria Risultato | Pos.            |
| ------------------------- | ----------------- | ---------------------------- | --------------------------------- | -------------------------------- | -------------------- | -------------------- | --------------- |
| Ling Wan Ting             | Singolo femminile | Cheng S-c (TPE) P 9–11, 8–11 | non qualificata                   | non qualificata                  | non qualificata      | non qualificata      | non qualificata |
| Wang Chen                 | Singolo femminile | Blanco (PER) V 11–1, 11–4    | Yao (NED) V 8–11, 13–10, 11–8     | Zhang N (CHN) P 11–9, 6–11, 7–11 | non qualificata      | non qualificata      | non qualificata |
| Koon Wai Chee Li Wing Mui | Doppio femminile  | N.D.                         | Emms / Kellogg (GBR) P 4–15, 4–15 | non qualificate                  | non qualificate      | non qualificate      | non qualificate |

### Canottaggio
| FA   | Qualificato in finale A (per le medaglie)     |
| FB   | Qualificato in finale B (non per le medaglie) |
| FC   | Qualificato in finale C (non per le medaglie) |
| FD   | Qualificato in finale D (non per le medaglie) |
| FE   | Qualificato in finale E (non per le medaglie) |
| FF   | Qualificato in finale F (non per le medaglie) |
| SA/B | Semifinali A/B                                |
| SC/D | Semifinali C/D                                |
| SE/F | Semifinali E/F                                |
| QF   | Qualificato ai quarti di finale               |
| R    | Ripescaggio                                   |

Maschile
| Atleta                 | Evento      | Batteria | Batteria  | Ripescaggio | Ripescaggio | Semifinali | Semifinali | Finale          | Finale          |
| Atleta                 | Evento      | Tempo    | Posizione | Tempo       | Posizione   | Tempo      | Posizione  | Tempo           | Posizione       |
| ---------------------- | ----------- | -------- | --------- | ----------- | ----------- | ---------- | ---------- | --------------- | --------------- |
| Law Hiu Fung           | Singolo     | 7'28"16  | 3º R      | 7'10"72     | 2º SA/B/C   | 7'17"52    | 6º FC      | 7'10"75         | 18º             |
| Lo Ting Wai So Sau Wah | 2 di coppia | 6'43"49  | 5ª R      | 6'41"09     | 5ª SC/D     | 6'37"03    | 4ª         | non qualificato | non qualificato |

### Ciclismo

#### Strada
Maschile
| Atleta      | Evento         | Tempo | Classifica |
| ----------- | -------------- | ----- | ---------- |
| Wong Kam Po | Corsa in linea | dnf   | -          |

#### Pista
Omnium
| Atleta      | Evento        | Punti | Giri | Classifica |
| ----------- | ------------- | ----- | ---- | ---------- |
| Wong Kam Po | Corsa a punti | 2     | 0    | 20º        |

### Nuoto
Maschile
| Atleta      | Evento     | Batteria  | Batteria   | Semifinale      | Semifinale      | Finale          | Finale          |
| Atleta      | Evento     | Risultato | Classifica | Risultato       | Classifica      | Risultato       | Classifica      |
| ----------- | ---------- | --------- | ---------- | --------------- | --------------- | --------------- | --------------- |
| Tam Chi Kin | 100 m rana | 1'05"11   | 44º        | non qualificato | non qualificato | non qualificato | non qualificato |
| Tam Chi Kin | 200 m rana | 2'19"48   | 41º        | non qualificato | non qualificato | non qualificato | non qualificato |

Femminile
| Atleta         | Evento             | Batteria  | Batteria   | Semifinale      | Semifinale      | Finale          | Finale          |
| Atleta         | Evento             | Risultato | Classifica | Risultato       | Classifica      | Risultato       | Classifica      |
| -------------- | ------------------ | --------- | ---------- | --------------- | --------------- | --------------- | --------------- |
| Elaine Chan    | 50 m stile libero  | 27"48     | 47ª        | non qualificata | non qualificata | non qualificata | non qualificata |
| Hannah Wilson  | 100 m stile libero | 57"33     | 34ª        | non qualificata | non qualificata | non qualificata | non qualificata |
| Hang Yu Sze    | 200 m stile libero | 2'07"55   | 39ª        | non qualificata | non qualificata | non qualificata | non qualificata |
| Sherry Tsai    | 100 m dorso        | 1'04"25   | 30ª        | non qualificata | non qualificata | non qualificata | non qualificata |
| Sherry Tsai    | 200 m dorso        | 2'19"83   | 28ª        | non qualificata | non qualificata | non qualificata | non qualificata |
| Yip Tsz Wa     | 100 m rana         | 1'14"53   | 39ª        | non qualificata | non qualificata | non qualificata | non qualificata |
| Hang Yu Sze    | 100 m farfalla     | 1'02"42   | 32ª        | non qualificata | non qualificata | non qualificata | non qualificata |
| Chan Wing Suet | 200 m farfalla     | 2'18"45   | 29ª        | non qualificata | non qualificata | non qualificata | non qualificata |

### Scherma
Maschile
| Atleta       | Evento               | Trentaduesimi di finale | Sedicesimi di finale | Ottavi di finale     | Quarti di finale     | Semifinali           | Finale               | Finale          |
| Atleta       | Evento               | Avversario Risultato    | Avversario Risultato | Avversario Risultato | Avversario Risultato | Avversario Risultato | Avversario Risultato | Classifica      |
| ------------ | -------------------- | ----------------------- | -------------------- | -------------------- | -------------------- | -------------------- | -------------------- | --------------- |
| Lau Kwok Kin | Fioretto individuale | McGuire (CAN) P 14–15   | non qualificato      | non qualificato      | non qualificato      | non qualificato      | non qualificato      | non qualificato |

Femminile
| Atleta        | Evento               | Sedicesimi di finale     | Ottavi di finale     | Quarti di finale     | Semifinali           | Finale               | Finale          |
| Atleta        | Evento               | Avversaria Risultato     | Avversaria Risultato | Avversaria Risultato | Avversaria Risultato | Avversaria Risultato | Classifica      |
| ------------- | -------------------- | ------------------------ | -------------------- | -------------------- | -------------------- | -------------------- | --------------- |
| Chan Ying Man | Fioretto individuale | Varga (HUN) P 3–15       | non qualificata      | non qualificata      | non qualificata      | non qualificata      | non qualificata |
| Chow Tsz Ki   | Sciabola individuale | E Jacobson (USA) P 11–15 | non qualificata      | non qualificata      | non qualificata      | non qualificata      | non qualificata |

### Tennistavolo
Maschile
| Atleta                    | Evento           | 1º turno             | 2º turno             | 3º turno             | 4º turno                      | Quarti di finale                 | Semifinali                    | Finale / FB               | Finale / FB     |
| Atleta                    | Evento           | Avversario Risultato | Avversario Risultato | Avversario Risultato | Avversario Risultato          | Avversario Risultato             | Avversario Risultato          | Avversario Risultato      | Pos.            |
| ------------------------- | ---------------- | -------------------- | -------------------- | -------------------- | ----------------------------- | -------------------------------- | ----------------------------- | ------------------------- | --------------- |
| Ko Lai Chak               | Singolo maschile | Bye                  | Kamal (IND) V 4–0    | Korbel (CZE) V 4–3   | Persson (SWE) V 4–1           | Wang Lq (CHN) P 1–4              | non qualificato               | non qualificato           | non qualificato |
| Leung Chu Yuan            | Singolo maschile | Bye                  | O Il (PRK) V 4–1     | Maze (DEN) V 4–1     | Samsonaŭ (BLR) V 4–3          | Ryu Sm (KOR) P 2–4               | non qualificato               | non qualificato           | non qualificato |
| Li Ching                  | Singolo maschile | Bye                  | Monteiro (BRA) V 4–1 | Schlager (AUT) P 2–4 | non qualificato               | non qualificato                  | non qualificato               | non qualificato           | non qualificato |
| Cheung Yuk Leung Chu Yuan | Doppio maschile  | N.D.                 | Bye                  | Bye                  | Mazunov / Smirnov (RUS) P 0–4 | non qualificato                  | non qualificato               | non qualificato           | non qualificato |
| Ko Lai Chak Li Ching      | Doppio maschile  | N.D.                 | Bye                  | Bye                  | Joo Sh / Oh Se (KOR) V 4–1    | Grujić / Karakašević (SCG) V 4–1 | Mazunov / Smirnov (RUS) V 4–2 | Chen Q / Ma L (CHN) P 2–4 | Argento         |

Femminile
| Atleta               | Evento            | 1º turno             | 2º turno             | 3º turno                    | 4º turno                       | Quarti di finale              | Semifinali           | Finale / FB          | Finale / FB     |
| Atleta               | Evento            | Avversaria Risultato | Avversaria Risultato | Avversaria Risultato        | Avversaria Risultato           | Avversaria Risultato          | Avversaria Risultato | Avversaria Risultato | Pos.            |
| -------------------- | ----------------- | -------------------- | -------------------- | --------------------------- | ------------------------------ | ----------------------------- | -------------------- | -------------------- | --------------- |
| Lau Sui Fei          | Singolo femminile | Bye                  | Bye                  | Ganina (RUS) V 4–2          | Zhang Yn (CHN) P 1–4           | non qualificata               | non qualificata      | non qualificata      | non qualificata |
| Lin Ling             | Singolo femminile | Bye                  | Bye                  | Zamfir (ROU) P 2–4          | non qualificata                | non qualificata               | non qualificata      | non qualificata      | non qualificata |
| Tie Ya Na            | Singolo femminile | Bye                  | Bye                  | Tóth (HUN) V 4–1            | Kim Hh (PRK) V 4–1             | Kim Ka (KOR) P 1–4            | non qualificata      | non qualificata      | non qualificata |
| Lau Sui Fei Lin Ling | Doppio femminile  | Bye                  | Bye                  | Fadeeva / Melnik(RUS) V 4–2 | Fujinuma / Umemura (JPN) P 2–4 | non qualificate               | non qualificate      | non qualificate      | non qualificate |
| Lau Sui Fei Lin Ling | Doppio femminile  | Bye                  | Bye                  | Bye                         | Ganina / Palina (RUS) V 4–0    | Wang N / Zhang Yn (CHN) P 2–4 | non qualificate      | non qualificate      | non qualificate |

### Tiro a segno/volo
Femminile
| Atleta    | Evento                      | Qualificazioni | Qualificazioni | Finale          | Finale          |
| Atleta    | Evento                      | Punti          | Classifica     | Punti           | Classifica      |
| --------- | --------------------------- | -------------- | -------------- | --------------- | --------------- |
| Lo Ka Kay | Pistola 10 m aria compressa | 371            | 34ª            | non qualificata | non qualificata |

### Triathlon
Maschile
| Atleta     | Evento               | Nuoto  | T1    | Ciclismo | T2    | Corsa  | Totale     | Classifica |
| ---------- | -------------------- | ------ | ----- | -------- | ----- | ------ | ---------- | ---------- |
| Daniel Lee | Individuale maschile | 18'17" | 0'19" | 1h05'38" | 0'19" | 39'35" | 2h03'30"39 | 43º        |

### Vela
Maschile
| Atleta    | Evento  | Regata | Regata | Regata | Regata | Regata | Regata | Regata | Regata | Regata | Regata | Regata | Punteggio netto | Classifica finale |
| Atleta    | Evento  | 1      | 2      | 3      | 4      | 5      | 6      | 7      | 8      | 9      | 10     | M*     | Punteggio netto | Classifica finale |
| --------- | ------- | ------ | ------ | ------ | ------ | ------ | ------ | ------ | ------ | ------ | ------ | ------ | --------------- | ----------------- |
| Chi Ho Ho | Mistral | 21     | 22     | 13     | 24     | 18     | 3      | 17     | 7      | 21     | 9      | 7      | 138             | 14º               |

Femminile
| Atleta       | Evento  | Regata | Regata | Regata | Regata | Regata | Regata | Regata | Regata | Regata | Regata | Regata | Punteggio netto | Classifica finale |
| Atleta       | Evento  | 1      | 2      | 3      | 4      | 5      | 6      | 7      | 8      | 9      | 10     | M*     | Punteggio netto | Classifica finale |
| ------------ | ------- | ------ | ------ | ------ | ------ | ------ | ------ | ------ | ------ | ------ | ------ | ------ | --------------- | ----------------- |
| Lee Lai Shan | Mistral | 3      | 8      | 5      | 1      | OCS    | 3      | 2      | 4      | 5      | 8      | 3      | 42              | 4ª                |